# Slaget vid Gnila lipa
Slaget vid Gnila lipa var ett slag under första världskriget 25-27 juni 1915 mellan tyska och ryska trupper.
Gnila lipa är en liten västlig biflod till Dnjestr i östra Galizien som mynnar vid Halicz. Här stod ett av de större slagen under centralmakternas östoffensiv under sommaren 1915. Slaget ägde rum 25-27 juni mellan tyska sydarmén och 11:e ryska armén, och ledde till den senares reträtt till Zlota lipa.